# Gianna Nannini
Gianna Nannini, (Siena, 14. lipnja 1956.), talijanska je pjevačica i rock glazbenica. 
Postaje poznata 1979. s pjesmom  ”Amerika” i albumom Kalifornija, koji je postgao veliki uspjeh diljem Europe.
Pjesma "Bello e impossibile" bila je na talijanskoj top 20 ljestvici od 27. rujna 1986. do siječnja 1987.
U svezi sa Svjetskim prvenstvom u nogometu koje je održano 1990. u Italiji, otpjevala je službenu pjesmu svjetskog prvenstva Un'estate italiana zajedno s Edoardom Bennatom.
Njen brat Alessandro Nannini je krajem 1980-ih bio uspješan vozač momčadi Benetton F1.

## Diskografija
- Gianna Nannini (1976.)
- Una radura (1978.)
- California (1979.)
- G.N. (1981.)
- Latin Lover (1982.)
- Puzzle (1984.)
- Tutto Live (1985., live)
- Profumo (1986.)
- Maschi e altri (1987.)
- Malafemmina (1988.)
- Scandalo (1990.)
- Giannissima (1991.)
- X forza e X amore (1993.)
- Dispetto (1995.)
- Bomboloni – The Greatest Hits Collection (1996.)
- Cuore (1998.)
- Momo alla conquista del tempo (2002.)
- Aria (2002.)
- Perle (2004.)
- Grazie (2006.)
- Ama, Credi e Vai (2006.) duet s Andreom Bocelliem, cd-singl
- Pia – Come La Canto Io (2007.)
- Giannabest (2007.)
- Giannadream – Solo I Sogni Sono Veri (2009.)
- Extradream – Solo I Sogni Sono Veri (2010.)
- Io e te (2011.)
- Inno (2013.)

## Singlovi
- "Bello e impossibile" - (1986.)

## Vanjske poveznice
- Službena stranica